# 毛银柴
毛银柴（学名：Aporosa villosa）为大戟科银柴属下的一个种。

## 扩展阅读
- 維基物種上的相關：毛银柴